# Parabacillus hesperus
Parabacillus hesperus är en insektsart som beskrevs av Morgan Hebard 1934. Parabacillus hesperus ingår i släktet Parabacillus och familjen Heteronemiidae. Inga underarter finns listade i Catalogue of Life.